# Simulium tatianae
Simulium tatianae är en tvåvingeart som först beskrevs av Bodrova 1981.  Simulium tatianae ingår i släktet Simulium och familjen knott. Inga underarter finns listade i Catalogue of Life.